# Halo jezgro
U nuklearnoj fizici, atomsko jezgro se naziva halo jezgrom ili se kaže da ima nuklearni oreol kada ima sržno jezgro okruženo „oreolom“ orbitalnih protona ili neutrona, što čini poluprečnik jezgra znatno većim od predviđenog po modelu kapi tečnosti. Halo jezgra se formiraju na krajnjim ivicama tabele nuklida - linija kapanja neutrona i linija kapanja protona - i imaju kratko vreme poluraspada, mereno u milisekundama. Ova jezgra su proučavana ubrzo nakon njihovog formiranja u snopu jona.
Obično je atomsko jezgro čvrsto vezana grupa protona i neutrona. Međutim, u nekim nuklidima postoji prevelika količina jedne vrste nukleona. U delu ovih slučajeva formira se nuklearno jezgro i oreol.
Često se ovo svojstvo može otkriti u eksperimentima rasejanja, koji pokazuju da je jezgro mnogo veće od inače očekivane vrednosti. Normalno, poprečni presek (koji odgovara klasičnom poluprečniku) jezgra je proporcionalan kubnom korenu njegove mase, kao što bi bio slučaj za sferu konstantne gustine. Konkretno, za jezgro masenog broja A, poluprečnik r je (približno)
{\displaystyle r=r_{\circ }A^{\frac {1}{3}},}
gde je {\displaystyle r_{\circ }} 1,2 fm.
Jedan primer halo jezgra je 11Li, koji ima vreme poluraspada od 8,6 ms. Ovaj izotop sadrži jezgro od 3 protona i 6 neutrona, i oreol od dva nezavisna i slabo vezana neutrona. On se raspada u 11Be emisijom antineutrina i elektrona. Njegov poluprečnik mase od 3,16 fm je blizak poluprečniku 32S ili, što je još impresivnije, 208Pb, oba od kojih su mnogo teža jezgra.
Eksperimentalna potvrda nuklearnih oreola je nedavna i ona je i dalje u toku. Sumnja se na dodatne kandidate. Izračunato je da nekoliko nuklida uključujući 9B, 13N, i 15N ima oreol u pobuđenom stanju, ali ne i u osnovnom stanju.

## Spisak poznatih nuklida sa nuklearnim oreolom
Jezgra koja imaju neutronski oreol uključuju 11Be i 19C. Halo sa dva neutrona pokazuju 6He, 11Li, 17B, 19B i 22C. 
Halo jezgra sa dva neutrona se razbijaju na tri fragmenta i nazivaju se Boromeovim zbog ovog ponašanja, analogno tome kako su sva tri Boromeova prstena povezana zajedno, ali nijedna dva ne dele vezu. Na primer, halo jezgro sa dva neutrona 6He (koje se može smatrati sistemom od tri tela koji se sastoji od alfa čestice i dva neutrona) je vezano, ali ni 5He ni dineutron nisu. 8He i 14Be pokazuju oreol od četiri neutrona.
Jezgra koja imaju protonski oreol uključuju 8B i 26P. Dvoprotonski oreol se zapaža na 17Ne i 27S. Smatra se da su protonski oreoli ređi i nestabilniji od neutronskih zbog odbojnih sila viška protona.
| Atomski broj | Ime       | # nukleanih halo izotopa | Nuklearni halo izotopi    | Halo kompozicija               | Poluživot (ms)          |
| ------------ | --------- | ------------------------ | ------------------------- | ------------------------------ | ----------------------- |
| 2            | helijum   | 2                        | helijum-6 helijum-8       | 2 neutrona 4 neutrona          | 801(10) 119,1(12)       |
| 3            | litijum   | 1                        | litijum-11                | 2 neutrona                     | 8,75(14)                |
| 4            | berilijum | 2                        | berolijum-11 berilijum-14 | 1 neutron 4 neutrona           | 13810(80) 4,35(17)      |
| 5            | bor       | 3                        | bor-8 bor-17 bor-19       | 1 proton 2 neutrona 4 neutrona | 770(3) 5,08(5) 2,92(13) |
| 6            | ugljenik  | 2                        | ugljenik-19 ugljenik-22   | 1 neutron 2 neutrona           | 49(4) 6.1+1,4 −1,2      |
| 10           | neon      | 1                        | neon-17                   | 2 protona                      | 109,2(6)                |
| 15           | fosfor    | 1                        | fosfor-26                 | 1 proton                       | 43,7(6)                 |
| 16           | sumpor    | 1                        | sumpor-27                 | 2 protona                      | 15,5(15)                |

## Literatura
- Nörtershäuser, W.; Tiedemann, D.; Žáková, M.; Andjelkovic, Z.; Blaum, K.; Bissell, M. L.; Cazan, R.; Drake, G. W. F.; Geppert, Ch.; Kowalska, M.; Krämer, J.; Krieger, A.; Neugart, R.; Sánchez, R.; Schmidt-Kaler, F.; Yan, Z.-C.; Yordanov, D. T.; Zimmermann, C. (2009). „Nuclear Charge Radii of Be7,9,10 and the One-Neutron Halo Nucleus Be11”. Physical Review Letters. 102 (6): 062503. Bibcode:2009PhRvL.102f2503N. PMID 19257582. S2CID 24357745. arXiv:0809.2607 . doi:10.1103/PhysRevLett.102.062503.
- „Atomic Nucleus with Halo: For the First Time, Scientists Measure the Size of a One-Neutron Halo with Lasers”. 2009. Архивирано из оригинала 09. 11. 2020. г. Приступљено 22. 07. 2024. „The measurements revealed that the average distance between the halo neutrons and the dense core of the [Be-11] nucleus is 7 femtometers. Thus, the halo neutron is about three times as far from the dense core as is the outermost proton, since the core itself has a radius of only 2.5 femtometers.”
- Marqués, F. M.; Labiche, M.; Orr, N. A.; Angélique, J. C.; Axelsson, L.; Benoit, B.; Bergmann, U. C.; Borge, M. J. G.; Catford, W. N.; Chappell, S. P. G.; Clarke, N. M.; Costa, G.; Curtis, N.; d'Arrigo, A.; De Góes Brennand, E.; De Oliveira Santos, F.; Dorvaux, O.; Fazio, G.; Freer, M.; Fulton, B. R.; Giardina, G.; Grévy, S.; Guillemaud-Mueller, D.; Hanappe, F.; Heusch, B.; Jonson, B.; Le Brun, C.; Leenhardt, S.; Lewitowicz, M.;  . (2002). „Detection of neutron clusters”. Physical Review C. 65 (4): 044006. Bibcode:2002PhRvC..65d4006M. S2CID 37431352. arXiv:nucl-ex/0111001 . doi:10.1103/PhysRevC.65.044006.